# 香川県立坂出高等学校
香川県立坂出高等学校（かがわけんりつ さかいでこうとうがっこう, Kagawa Prefectural Sakaide High School）は、香川県坂出市文京町二丁目に所在する公立の高等学校。通称は「坂高」（さかこう）。

## 概要
歴史
1917年（大正6年）に開校した「香川県立坂出高等女学校」を前身とする。2017年（平成29年）に創立100周年を迎えた。
学区
第二学区（西讃）
設置課程・学科
全日制課程
- 普通科
  - 文理コース
  - 普通コース
  - 教育創造コース (2017年度から)

- 音楽科（香川県立の高等学校で唯一）
  - 教育コース
  - 芸術コース

校是・校風
「高邁自主」（こうまいじしゅ）、「パティマトス」（ギリシャ語で「英知は苦難を通じて来たる」という意味）の二語を行動の拠り所としている。「校訓」は存在しない。　　　　　　　　　　　　
校歌
作詞は戸枝弘、作曲は田中梅芳。歌詞は3番まである。
制服
女子が県下の高校では唯一のセーラー服、男子は学ラン。
進学状況
大学合格者数（延べ人数）では、国公立大学では香川大学・岡山大学等中国・四国地方の大学、私立大学では中国・四国のほか関関同立・産近甲龍の合格者が多い。
同窓会
「松濤会」（しょうとうかい）。
・松濤会　
・関東松濤会
・関西松濤会　　　　　　

## 沿革
高等女学校・新制高等学校（女子校）時代
- 1917年（大正6年）4月1日 - 香川県女子師範学校に併設される形で「香川県立坂出高等女学校」が開校する。修業年限を4ヶ年とする。
  - 校長は女子師範学校長が兼任することとなる。
- 1921年（大正10年）4月1日 - 修業年限を4ヶ年から5ヶ年に延長。
- 1929年（昭和4年）2月 - 創立10周年を記念し、松韻館が完成。
- 1933年（昭和8年）4月1日 - 家庭科を設置。
- 1943年（昭和18年）4月1日 - 香川県立女子師範学校が香川県立師範学校と統合の上、官立（国立）に移管され、香川師範学校女子部となる。 
  - 高等女学校は県立のままであったが、併設は継続し、校長は師範学校女子部長が兼任の形をとる。
- 1947年（昭和22年）4月1日 - 学制改革（六・三制の実施）により、新制中学校を併設（以下・併設中学校）。
  - 高等女学校の生徒募集を停止。
  - 高等女学校1・2年修了者を新制中学校の2・3年生として収容。併設中学校は暫定的に設置されたもので、新たに生徒募集は行われず、在校生が2・3年のみであった。
  - 高等女学校3・4年修了者はそのまま高等女学校の在籍（4・5年）とする。
- 1948年（昭和23年）4月1日 - 学制改革（六・三・三制の実施）により高等女学校が廃止され、新制高等学校「香川県立坂出女子高等学校」が発足。
  - 高等女学校卒業生（希望者）を新制高校3年、高等女学校4年修了者を新制高校2年に編入。併設中学校卒業生を新制高校1年として収容。
  - 併設中学校は在校生が3年生（1946年（昭和21年）4月入学生）のみとなる。
- 1949年（昭和24年）3月31日 - 最後の卒業生を送り出し、併設中学校を廃止。

商業学校、新制高等学校時代
詳しくは香川県立坂出商業高等学校#沿革を参照。
- 1914年（大正3年）3月27日 - 「綾歌郡立綾歌商業学校」の設立が認可される。
- 1922年（大正11年）4月1日 - 香川県に運営が移管され、「香川県立坂出商業学校」に改称。
- 1944年（昭和19年）4月1日 - 「教育ニ関スル戦時非常措置方策」（1943年（昭和18年）10月12日閣議決定）により、「香川県立坂出造船工業学校」に転換。
- 1946年（昭和21年）4月1日 - 終戦により、「香川県立坂出商業学校」に戻る。
- 1947年（昭和22年）4月1日 - 学制改革（六・三制の実施）により、新制中学校を併設（以下・併設中学校）。
  - 商業学校の生徒募集を停止。
  - 商業学校1・2年修了者を新制中学校の2・3年生として収容。併設中学校は暫定的に設置されたもので、新たに生徒募集は行われず、在校生が2・3年のみであった。
  - 商業学校3・4年修了者はそのまま商業学校の在籍（4・5年）とする。
- 1948年（昭和23年）4月1日 - 学制改革（六・三・三制の実施）により商業学校は廃止され、新制高等学校「香川県立坂出高等学校」（男子校）が発足。
  - 全日制課程2学科（普通科・商業科）、定時制課程2学科（商業科・工業科）を設置。
  - 商業学校卒業生（希望者）を新制高校3年、商業学校4年修了者を新制高校2年に編入。併設中学校卒業生を新制高校1年として収容。
  - 併設中学校は在校生が3年生（1946年（昭和21年）4月入学生）のみとなる。
- 1949年（昭和24年）
  - 3月31日 - 最後の卒業生を送り出し、併設中学校を廃止。

新制高等学校（男女共学）
- 1949年（昭和24年）4月20日 - 高校三原則に基づき公立高校再編に伴い、以上の新制高校2校が統合され、総合制高等学校「香川県立坂出高等学校」が発足。
  - 全日制課程2学科（普通科・家庭科）、定時制課程3学科（普通科・商業科・工業科）を設置[2]。男女共学を実施。
- 1951年（昭和26年）4月1日 - 定時制課程の商業科・工業科を香川県立坂出商工高等学校[2] に移管し、定時制課程は普通科1学科のみとなる。
- 1959年（昭和34年）6月30日 - 松韻館を改築。
- 1961年（昭和36年）4月1日 - 家庭科の募集を停止。
- 1963年（昭和38年）3月31日 - 家庭科を廃止。
- 1967年（昭和42年）4月1日 - 音楽科を設置。
- 1969年（昭和44年）3月31日 - 体育館が完成。
- 1971年（昭和46年）3月18日 - 特別教室が完成。
- 1976年（昭和51年）5月31日 - 音楽棟（第一期工事）が完成。
- 1978年（昭和53年）12月25日 - 大正園を復元。
- 1979年（昭和54年）1月22日 - 音楽棟（第二次工事）が完成。
- 1981年（昭和56年）3月31日 - 武道場を増築。
- 1982年（昭和57年）3月 - 定時制課程の募集を停止。
- 1984年（昭和59年）3月31日 - 図書室・食堂特別棟を改築。
- 1985年（昭和60年）3月31日 - 定時制課程を廃止。
- 1987年（昭和62年）2月28日 - 普通教室を増築。
- 1989年（平成元年）3月30日 - プレハブ平屋建ての特別教室を増築。
- 1991年（平成3年）3月 - 音楽ホールが完成。
- 1993年（平成5年）5月 - 第1回音楽科海外交流演奏旅行（ドイツ、オーストリア）を実施。
- 1998年（平成10年）12月16日 - 松濤会館が完成し、香川県へ寄付採納。
- 2000年（平成12年）3月30日 - 屋外運動場照明設備を整備。
- 2001年（平成13年）11月14日 - 第2体育館が完成。
- 2002年（平成14年）
  - 3月18日 - 弓道場を改築。
  - 3月20日 - 雨天練習場が完成。
- 2007年（平成19年）3月 - 部室棟を改築。
- 2015年（平成27年）
  - 4月1日 -本館改築工事のため、プレハブ校舎となる。
- 2016年（平成28年）12月 - 新校舎完成。
- 2017年 (平成29年) 1月 - 新校舎落成。4月 - 普通科に教育創造コースを新設。

100周年を迎えた。

## 交通・アクセス方法
- JR四国（予讃線）坂出駅 （最寄り駅）より徒歩6分。

## 学校行事
坂高祭
毎年9月に開催される文化祭。

## 部活動
カヌー部、ボート部は全国大会制覇の経験がある。水泳部も個人において全国的に有名である。また吹奏楽部、合唱部はともに全国大会の常連である。合唱部は全日本で1961年に全国大会初出場。NHKでは高等学校部門の全国大会最多出場回数を誇る。
運動部
- カヌー部
- サッカー部
- ソフトテニス部
- テニス部
- バスケットボール部
- バドミントン部
- バレーボール部
- ボート部
- 弓道部
- 空手部
- 剣道部
- 柔道部
- 新体操部
- 卓球部
- 登山部
- 野球部
- 陸上部

文化部
- イラストレーション部
- 英語部
- 演劇部
- 家庭部
- 合唱部
- 自然科学部
- 写真部
- 書道部
- 新聞部
- 吹奏楽部
- 茶華道部
- 美術部
- 文芸部
- 放送部

## 著名な出身者

### 声楽
- 藍川由美（声楽家）
- 大島洋子（声楽家）
- 多田羅迪夫（声楽家）
- 小濱妙美（声楽家）
- 若井健司（声楽家、テノール歌手）

### 漫画
- 日本橋ヨヲコ（漫画家）
- 喜国雅彦（漫画家）
- 馬頭ちーめい（漫画家）

### 芸能
- 岡部征純（俳優）
- 塚田良平（『天才てれびくんMAX』プロデューサー、作曲家）
- きん（お笑い芸人、ビスケットブラザーズのツッコミ担当）

### その他
- 田渕晋（競泳選手）
- 平池三記（ラグビー指導者）
- 藤村大介（写真家）
- 田窪恭治（美術家）
- 萱原昌二（教育学者）
- 森田一（政治家、香川県立高松高等学校に転校）